# A Magyar Érdek Pártja
A Magyar Érdek Pártja egy politikai párt volt Magyarországon 1993 és 2005 között. 

## Története
A pártot 1993-ban alapították meg Pilisszentlászlón. Alapítója Király B. Izabella országgyűlési képviselő, egykori MDF-tag volt, aki az alapítás után az új párt elnöke lett. Alapítása után a pártot gyakran neonácinak és neofasisztának nevezeték, idegengyűlölő politikája miatt. A párt számos zsidóellenes kijelentést tett.
A párt több sikertelen választási megmérettetés után 2005-ben megszűnt.

## Választási eredmények

### Országgyűlési választások
| Választás | Szavazatok száma (I. forduló) | Szavazatok aránya (I. forduló) | Szavazatok száma (II. forduló) | Szavazatok aránya (II. forduló) | Mandátumok száma | Mandátumok aránya | Parlamenti szerepe |
| --------- | ----------------------------- | ------------------------------ | ------------------------------ | ------------------------------- | ---------------- | ----------------- | ------------------ |
| 1994-es   | 416                           | 0,01%                          | –                              | –                               | 0                | 0%                | nem jutott be      |
| 1998-as   | –                             | –                              | –                              | –                               | 0                | 0%                | nem indult         |
| 2002-es   | 919                           | 0,02%                          | –                              | –                               | 0                | 0%                | nem jutott be      |

## Fordítás
- Ez a szócikk részben vagy egészben  a   Party of the Hungarian Interest című angol Wikipédia-szócikk ezen változatának fordításán alapul.  Az eredeti cikk szerkesztőit annak laptörténete sorolja fel. Ez a jelzés csupán a megfogalmazás eredetét és a szerzői jogokat jelzi, nem szolgál a cikkben szereplő információk forrásmegjelöléseként.